# Енцо Роботті
Е́нцо Роботті (італ. Enzo Robotti, * 13 червня 1935, Алессандрія) — колишній італійський футболіст, захисник. По завершенні ігрової кар'єри — футбольний тренер.
Як гравець насамперед відомий виступами за клуб «Фіорентина», а також національну збірну Італії.
Володар Кубка Італії. Володар Кубка Кубків УЄФА. 

## Клубна кар'єра
У дорослому футболі дебютував 1955 року виступами за команду клубу «Санремезе», в якій провів один сезон, взявши участь у 31 матчі чемпіонату. 
Протягом 1956—1957 років захищав кольори команди клубу «Ювентус».
Своєю грою за останню команду привернув увагу представників тренерського штабу клубу «Фіорентина», до складу якого приєднався 1957 року. Відіграв за «фіалок» наступні вісім сезонів своєї ігрової кар'єри. Більшість часу, проведеного у складі «Фіорентини», був основним гравцем захисту команди. За цей час виборов титул володаря Кубка Італії, ставав володарем Кубка Кубків УЄФА.
Протягом 1965—1967 років захищав кольори команди клубу «Брешія».
Завершив професійну ігрову кар'єру у клубі «Рома», за команду якого виступав протягом 1967—1968 років.

## Виступи за збірну
1958 року дебютував в офіційних матчах у складі національної збірної Італії. Протягом кар'єри у національній команді, яка тривала 8 років, провів у формі головної команди країни лише 15 матчів. У складі збірної був учасником чемпіонату світу 1962 року у Чилі.

## Кар'єра тренера
Розпочав тренерську кар'єру невдовзі по завершенні кар'єри гравця, 1970 року, очоливши тренерський штаб клубу «Монтеваркі».
Згодом очолював команди клубів «Прато», «Піза», «Гроссето», «Монтекатіні», «Спеція», «Фано», «Рондінелла» та «Авелліно».
Наразі останнім місцем тренерської роботи був клуб «Кальярі», команду якого Енцо Роботті очолював як головний тренер 1987 року.

## Статистика виступів

### Статистика клубних виступів
| Сезон   | Клуб         | Чемпіонат | Чемпіонат | Чемпіонат |
| Сезон   | Клуб         | Ліга      | Ігор      | Голів     |
| ------- | ------------ | --------- | --------- | --------- |
| 1955-56 | «Санремезе»  | C         | 31        | 0         |
| 1956-57 | «Ювентус»    | A         | 15        | 1         |
| 1957-58 | «Фіорентина» | A         | 21        | 0         |
| 1958-59 | «Фіорентина» | A         | 34        | 0         |
| 1959-60 | «Фіорентина» | A         | 22        | 0         |
| 1960-61 | «Фіорентина» | A         | 34        | 1         |
| 1961-62 | «Фіорентина» | A         | 32        | 1         |
| 1962-63 | «Фіорентина» | A         | 27        | 0         |
| 1963-64 | «Фіорентина» | A         | 31        | 0         |
| 1964-65 | «Фіорентина» | A         | 30        | 0         |
| 1965-66 | «Брешія»     | A         | 30        | 1         |
| 1966-67 | «Брешія»     | A         | 19        | 0         |
| 1967-68 | «Рома»       | A         | 21        | 0         |
| Усього  | Усього       | Усього    | 347       | 4         |

## Титули і досягнення
- Володар Кубка Італії (1):

«Фіорентіна»: 1960–61
- Володар Кубка Кубків УЄФА (1):

«Фіорентіна»: 1960–61